# Tara'n Trance
Tara'n Trance è un album discografico di Antonio Infantino, pubblicato nel 2004.

## Descrizione
Ultimo album in studio di Infantino realizzato con Eraldo Bernocchi, è caratterizzato da sonorità sperimentali. Pochi brani dalla lunga durata in cui i tradizionali suoni dell'Italia meridionale si fondono con canti religiosi mediorientali (come l'Hallel ebraica) e musica elettronica. I testi contengono parti in dialetto lucano, inglese, arabo, ebraico e latino.

## Tracce
1. Part I	- 15:27
2. Part II - 15:19
3. Part III - 15:21
4. Atarà - 1:28
5. Part III (Radio Edit) - 6:18